# Molophilus uniplagiatus
Molophilus uniplagiatus är en tvåvingeart som beskrevs av Alexander 1923. Molophilus uniplagiatus ingår i släktet Molophilus och familjen småharkrankar. Inga underarter finns listade i Catalogue of Life.